# 1897 w literaturze
Wydarzenia literackie w 1897 roku.

## Wydarzenia
- Aleksander Brückner ogłosił odkrycie polskiego średniowiecznego wiersza o wybieraniu żony.

## Nowe książki
- polskie
  - Bolesław Prus – Faraon
  - Stefan Żeromski – Syzyfowe prace
  - Władysław Reymont – Fermenty
  - Ludwika Godlewska – Kato

- zagraniczne
  - Herbert George Wells – Niewidzialny człowiek (The Invisible Man)
  - Bram Stoker – Drakula
  - Joseph Conrad – Murzyn z załogi „Narcyza”
  - Benito Pérez Galdós - Misericordia

## Nowe poezje
- polskie
- zagraniczne
  - George William Russell – The Earth Breath, and Other Poems

## Nowe dramaty
- polskie
  - Gabriela Zapolska - Żabusia
- zagraniczne
  - Anton Czechow - Wujaszek Wania (Дядя Ваня)
  - Edmond Rostand - Cyrano de Bergerac

## Urodzili się
- 15 stycznia – Xu Zhimo, chiński poeta i pisarz (zm. 1931)
- 25 marca – Jeghisze Czarenc, ormiański poeta (zm. 1937)
- 10 kwietnia – Eric Knight, amerykański pisarz (zm. 1943)
- 17 kwietnia – Thornton Wilder, amerykański powieściopisarz i dramaturg (zm. 1975)
- 24 czerwca – Adrienne Thomas, niemiecka pisarka (zm. 1980)
- 10 września – Georges Bataille, francuski pisarz i filozof (zm. 1962)
- 20 września – Áron Tamási, węgierski pisarz (zm. 1966)
- 25 września – William Faulkner, pisarz amerykański (zm. 1962)
- 3 października – Louis Aragon, francuski powieściopisarz i poeta (zm. 1982)
- 11 października – Joseph Auslander, amerykański poeta i prozaik (zm. 1965)
- 15 października – Ilja Ilf, radziecki pisarz (zm. 1937)
- 15 listopada – Sacheverell Sitwell, angielski krytyk literacki, poeta, eseista (zm. 1988)
- 28 listopada – Kazimierz Andrzej Jaworski, polski poeta i tłumacz (zm. 1973)
- 15 grudnia – Zenta Mauriņa, łotewska pisarka i tłumaczka (zm. 1978)
- 17 grudnia – Władysław Broniewski, polski poeta (zm. 1962)

Data dzienna nieznana:
- Wanda Borudzka, polska poetka (zm. 1964)

## Zmarli
- 2 kwietnia – Jan Szutkiewicz, polski dramatopisarz (ur. 1861)
- 6 lipca – Henri Meilhac, francuski dramaturg i librecista (ur. 1831)
- 2 sierpnia – Adam Asnyk, polski poeta i dramatopisarz (ur. 1838)
- 18 września – Elfriede Jaksch, łotewsko-niemiecka pisarka i nowelistka (ur. 1849)
- 19 września – Kornel Ujejski, polski poeta (ur. 1823)
- 15 listopada – Jakub Gieysztor, polski księgarz, publicysta, pamiętnikarz (ur. 1827)